# Trận chiến Josh
Trận chiến Josh (tiếng Anh: Josh fight) là một meme Internet, một trận đánh giả và một sự kiện gây quỹ từ thiện diễn ra vào ngày 24 tháng 4 năm 2021 tại Air Park, Lincoln, Nebraska. Sự kiện được khởi xướng bởi một sinh viên ngành xây dựng dân dụng có tên là Josh Swain ở Tucson, Arizona vào ngày 24 tháng 4 năm 2020. Sự kiện đã thu hút được sự chú ý lớn sau khi một tấm ảnh chụp nhóm chat trên Facebook Messenger với nhiều thành viên mang tên Josh Swain được lan truyền rộng rãi trên Internet.
Swain kêu gọi những người có trong nhóm chat tụ tập tại một địa điểm có tọa độ cho trước để chiến đấu giành quyền sử dụng cái tên "Josh". Ban đầu chỉ được dự định như một trò đùa, sự kiện đã thu hút gần một nghìn người tới tham dự. Khác với tên gọi, đây thực chất chỉ là một trận chiến vui vẻ và không có yếu tố bạo lực. The Wall Street Journal nhận định rằng sự kiện đã trở thành một "hiện tượng tin tức toàn cầu".

## Bối cảnh
Vào ngày 24 tháng 4 năm 2020, một số người dùng trên Facebook Messenger có cùng cái tên Josh Swain được thêm vào một nhóm chat với nội dung bắt đầu như sau, 
– Chắc các anh đang tự hỏi vì sao tôi lại đưa các anh đến đây[.]
– Vì chúng ta có chung một cái tên....?
– Chính xác, ngày 24/4/2021, 12:00, hãy gặp nhau tại tọa độ này, (40°49′20″B 96°47′54″T / 40,8223286°B 96,7982002°T) chúng ta sẽ chiến đấu, ai thắng sẽ được giữ lại tên, những người khác phải đổi tên của mình, các anh có một năm để chuẩn bị, chúc may mắn[.]

| joshua swain | Twitter |
| @joshswainaz |         |

there can only be one https://pic.twitter.com/VPamxjJ0yL
chỉ có thể có một người mà thôi https://pic.twitter.com/VPamxjJ0yL
24 tháng 4 năm 2020
Swain giải thích rằng anh nghĩ ra ý tưởng trong lúc chán chường vì phong tỏa do COVID-19, xuất phát từ việc mình không thể chọn được một tên tài khoản độc nhất trên mạng xã hội khi có quá nhiều người trùng tên, nhưng anh không nghĩ rằng lời mời ấy sẽ trở nên nổi tiếng. Swain đăng ảnh chụp cuộc trò chuyện trên Twitter cùng ngày hôm đó. Dòng tweet nhận được hơn 64 nghìn lượt thích và 21 nghìn lượt đăng lại trong vòng hai tuần.
Mặc dù Swain khẳng định dòng tweet trên "hoàn toàn chỉ là trò đùa", cuộc trò chuyện ấy đã trở thành một meme trên mạng xã hội. Vài ngày trước khi sự kiện diễn ra, Swain thông báo trên Reddit sẽ nhân cơ hội này để tổ chức gây quỹ từ thiện cho Quỹ Bệnh viện và Trung tâm Y tế Nhi khoa (CH&MC) tại Omaha, cùng với lời kêu gọi những người tham dự mang theo những hộp thức ăn để quyên góp cho ngân hàng thực phẩm tại Lincoln. Cũng trong bài viết này, Swain kêu gọi những người tham dự đem theo những chiếc gậy xốp mềm để làm vũ khí cho trận chiến.
Swain chọn Lincoln, Nebraska làm nơi diễn ra sự kiện do nơi đây nằm ở vị trí trung tâm của nước Mỹ, còn vị trí tọa độ chính xác được anh chọn ngẫu nhiên nằm trên một bãi đất tư. Tuy nhiên, người chủ bãi đất lại không đồng ý tổ chức "một sự kiện lố bịch như vậy", khiến cho trận đánh phải chuyển sang diễn ra tại Air Park, cách đó khoảng 4,2 km (2,6 dặm).

## Sự kiện
Vào đúng ngày đã chọn, gần một nghìn người, trong đó ít nhất 50 người tên Josh, đã có mặt tại Air Park. Có những người tham dự tới từ những nơi xa như New York, Washington hay Texas, một số còn mặc những bộ trang phục siêu anh hùng hay những bộ đồ mang chủ đề Chiến tranh giữa các vì sao. Có ba "trận đánh" chính được diễn ra – đầu tiên là một ván oẳn tù tì dành cho những người tên Josh Swain, sau đó là một trận đánh gậy xốp với tất cả những người tham dự tên Josh, và cuối cùng là một trận đánh kết thúc cho tất cả những ai đem theo gậy xốp sẵn sàng tham gia.
Chỉ có hai người tham dự mang cái tên "Josh Swain" – Josh Swain, người khởi xướng sự kiện, đã đánh bại đối thủ 38 tuổi cùng tên Josh Swain từ Omaha trong trận chơi oẳn tù tì. Josh Vinson Jr., hay còn được mọi người tham gia gọi là "Nhóc Josh", một cậu bé bốn tuổi đang được điều trị động kinh tại CH&MC kể từ năm lên hai, được tuyên bố là người chiến thắng cuối cùng. Vinson Jr. được trao một chiếc vương miện bằng giấy của Burger King cùng với một bản sao đai vô địch AEW World Championship. Cha của Vinson Jr. là Josh Vinson Sr. sau đó đã nói rằng con trai ông "đã có khoảng thời gian tuyệt vời nhất cuộc đời".
Buổi gặp mặt đã gây quỹ được 14.355 USD cho Quỹ CH&MC—vượt xa mục tiêu 1.000 USD ban đầu—và cũng thu thập được hơn 200 pound (90 kg) thức ăn cho ngân hàng thực phẩm tại địa phương. CH&MC đã bày tỏ sự cảm kích sau sự kiện trên mạng xã hội. Vào ngày 6 tháng 5, Josh Cellars, một nhà sản xuất rượu vang tại California, đã quyết định tăng gấp ba số tiền quyên góp vào quỹ khi đóng góp thêm 30.000 USD. The Wall Street Journal nhận định rằng sự kiện đã trở thành một "hiện tượng tin tức toàn cầu".